# Croton argenteus
Espèce
Croton argenteus est une espèce de plantes à fleurs du genre Croton et de la famille des Euphorbiaceae, présente en Amérique tropicale et subtropicale.
Il a pour synonyme :
- Cieca argentea (L.) Kuntze
- Cieca montevidensis (Klotzsch ex Baill.) Kuntze
- Croton atwoodianus F.Seym.
- Croton integer (Chodat) Radcl.-Sm. & Govaerts
- Heterochlamys quinquenervia Turcz.
- Julocroton argenteus (L.) Didr.
- Julocroton argenteus var. managuensis Ram.Goyena
- Julocroton camporum Chodat & Hassl.
- Julocroton elaeagnoides S.Moore
- Julocroton integer Chodat
- Julocroton integer forma parvifolia Chodat et Hassl.
- Julocroton linearifolius (Chodat & Hassl.) Croizat
- Julocroton montevidensis Klotzsch ex Baill.
- Julocroton montevidensis var. elata Chodat & Hassl.
- Julocroton montevidensis var. genuinus Müll.Arg.
- Julocroton montevidensis var. glabra Herter
- Julocroton montevidensis var. guatemalensis Müll.Arg.
- Julocroton montevidensis var. lanceolatus Müll.Arg.
- Julocroton montevidensis var. linearifolius Chodat & Hassl.
- Julocroton montevidensis forma longipetiolata Chodat & Hassl.
- Julocroton montevidensis var. pilosus Müll.Arg.
- Julocroton montevidensis var. virgatus Chodat & Hassl.
- Julocroton pilosus (Müll.Arg.) Herter
- Julocroton quinquenervius Baill.